# 瓦列里奧·羅塞蒂
瓦列里奧·羅塞蒂（義大利語：Valerio Rosseti；1994年8月5日—）是一位意大利足球運動員。在場上的位置是前鋒。他現在效力於意大利足球甲級聯賽球隊亞特蘭大足球俱樂部。他自尤文圖斯外借至亞特蘭大。